# Petrus Brask
Petrus Brask, född i Linköping troligen omkring 1650, sannolikt död före 1691, var en svensk andlig skald och översättare. Han var son till Samuel Petri Brask. 

## Biografi
För övrigt är hans levnadsomständigheter okända, sånär som på att han en tid var anställd vid det kungliga kansliet. Jämte flera översättningar från bland andra Samuel Pufendorf och Salomon Liscovius utgav Brask "Gyllene Böne Tempels Fämmte Del/ Hvarutinnan är til finnande för ehn Jesum Älskande Siäl Ehn Helig og Hiärtelig Sång-Lust/ Beprydd med Uthwalda Nya Psalmer af Tydskan uti vårt Tungomål afsatte" (1690, ny upplaga av Hanselli 1867). Av dessa 41 översättningar ingick 28 i Swedbergs 1695 års psalmbok. I 1819 års psalmbok är nummer 198 författad av Brask, sannolikt också 455, därtill har han översatt nummer 109, 137, 192, 230, 253, 254, 389, 413, 441 och 457.
Han finns representerad i Den svenska psalmboken 1986 med fyra verk (nr 194, 241, 363 och 560).

### Psalmer
- Ack, vad är dock livet här (1695 nr 272, 1819 nr 457) översatt 1690 Johann Rosentahls psalm med senare bearbetning av Johan Olof Wallin
- Allt vad vi på jorden äga (1695 nr 270, 1937 nr 545) skriven 1682, senare bearbetad av Wallin
- Ande, full av nåde (1695 nr 186, 1819 & 1937 nr 137) = Ande ifrån ovan (1986 nr 363) översatt 1690 från Johann Francks text, senare bearbetad av Britt G Hallqvist
- Bort, mitt hjärta, med de tankar (1695 nr 243, 1819 nr 192) = Bort med tanken, sorgsna hjärta (1986 nr 241) översatt 1690 från Paul Gerhardts text, där Ingen herde kan så leta (verserna 3, 5, 8 och som nr 187 i Svenska Missionsförbundets sångbok 1920). Översättning av Paul Gerhardts text. Finns på Wikisource.
- Den som frisker är och sund (1695 nr 319) översatt 1690
- Giv, o Jesu, fröjd och lycka (1695 nr 139, 1819 nr 413) = Giv, o Jesus, fröjd och lycka (1986 nr 194) översatt 1690 från Johannes Rists text, senare bearbetad av både Wallin och Britt G Hallqvist.
- Ingen herde kan så leta verserna 5 och 8 av psalmen Bort med tanken, sorgsna hjärta (nr 243 1695)(Svensk Söndagsskolsångbok 1908 nr 13, nr 187 i Svenska Missionsförbundets sångbok 1920). Översatt Paul Gerhardts tyska text är . Finns på Wikisource.
- Jag vill i denna stund (1695 nr 18, 1937 nr 192) översatt från Johannes Olearius text 1679
- Jag tackar dig, min högste Gud (1695 nr 242, 1937 nr 291) skriven 1690
- Låt oss fröjdas, gladligt sjunga, översatt Ernst Christoph Homburgs text 1659, med i Leimontinus' handskrift 1675; 1695 nr 170, 1819 och 1937 nr 109 Finns på Wikisource.
- Nu denna dag förliden är (1695 nr 374, 1937 nr 441) översatt från Johann Leo via en tysk bearbetning och senare bearbetning av Wallin
- O evighet, din längd mig fast förskräcker (1695 nr 407, 1819 nr 463) utan att vara angiven i registret, bearbetning av Lucidors översättning av Johannes Rists text Finns på Wikisource.
- O Herre Gud och Fader min[2]
- Som dig, Gud, täckes, gör med mig (1695 nr 264, 1937 nr 327) översatt från Caspar Bienemann (1540-1591)
- Vad Gudi täckes, är mig täckt (1695 nr 265, 1937 nr 328) översatt 1690 från Ambrosius Blarer (1492-1564) Finns på Wikisource.
- Var glad, min själ, och fatta mod (1695 nr 238, 1986 nr 560) Brask sannolikt den som översatte från Kaspar Schmuckers text 1682
- Vänden om, I sorgsna sinnen (1695 nr 294, 1937 nr 156) = Vänd nu om, ni sorgsna sinnen (1986 nr 541) utan angivande av Brasks översättning som senare bearbetades av Wallin och Anders Frostenson